# Cossmannia
Cossmannia is een geslacht van uitgestorven weekdieren uit de klasse van de Gastropoda (slakken).

## Soort
- Cossmannia expansa (Deshayes, 1861) †